# Hauteroche (Giura)
Hauteroche è un comune francese del dipartimento del Giura nella regione della Borgogna-Franca Contea.
È stato creato il 1º gennaio 2016 dalla fusione dei preesistenti comuni di Crançot, Granges-sur-Baume e Mirebel.
Il capoluogo è la località di Crançot.